# 回马镇
回马镇，是中华人民共和国四川省遂宁市大英县下辖的一个乡镇级行政单位。2019年9月，撤销郪口镇，将其所属行政区域划归回马镇管辖。

## 行政区划
回马镇下辖以下地区：
化工街社区、临园大道社区、金竹街社区、双江社区、临江村、农林村、光明村、窑垭村、团结村、文武村、夏家沟村、永和村、金竹村、枯井村、芦林沟村、元山村、新龙桥村、长江村、涪江村、花园村、梨园村和郪江村。